# 內塔河
53°36′35″N 22°55′55″E / 53.6097°N 22.9319°E

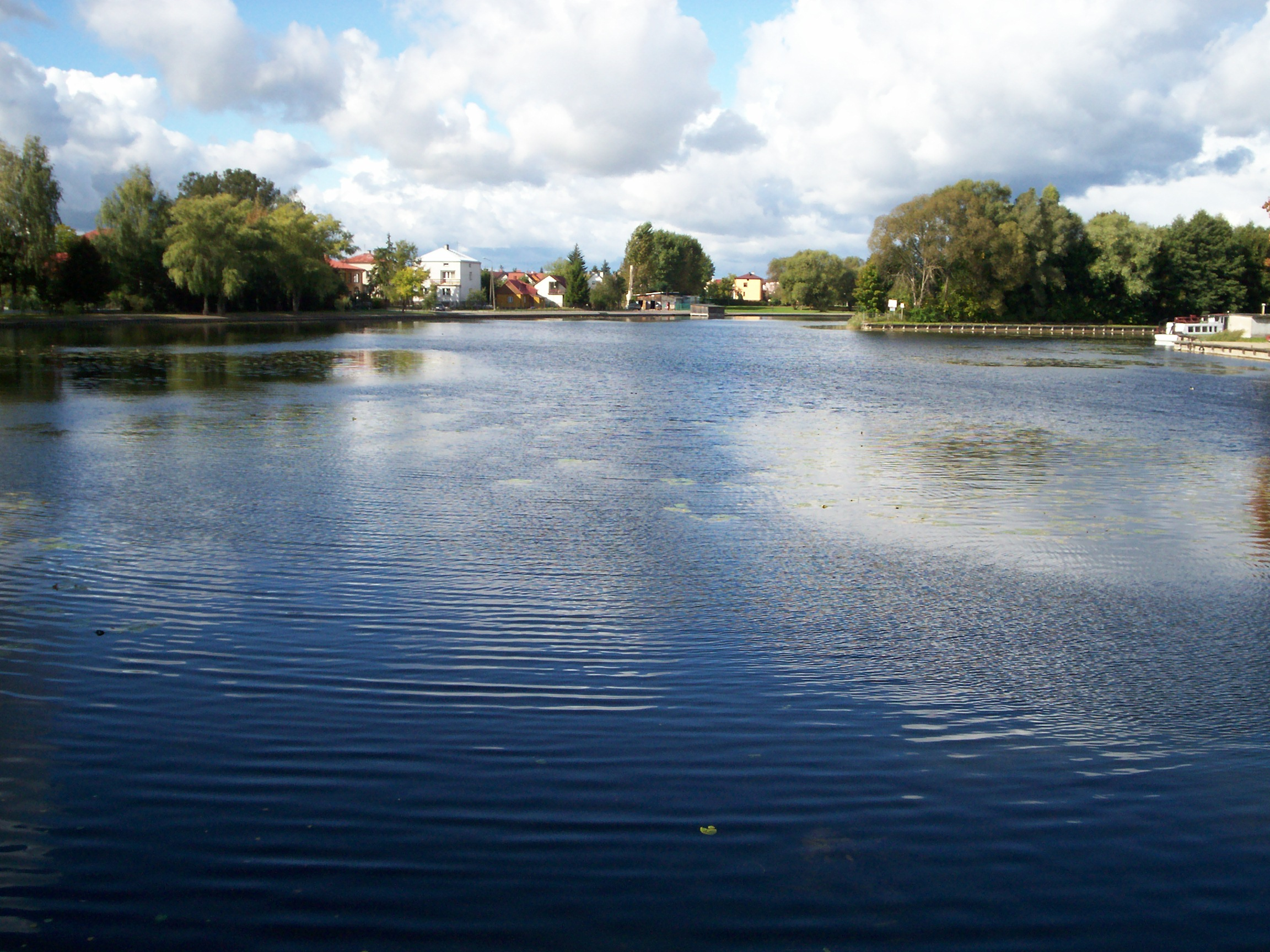

內塔河是波蘭的河流，位於該國北部，處於濱海省，屬於別布扎河的右支流，河道全長102公里，流域面積1,336平方公里，河口處在奧古斯圖夫縣。